# Batalha do Sesia
A Batalha do Sesia (30 de Abril de 1524) foi a batalha na Guerra Italiana de 1521-1526, travada perto do rio Sesia, em que as forças da Casa de Habsburgo sob Carlos de Lannoy infligir uma derrota decisiva nas tropas francesas sob almirante Bonnivet e o conde de St. Pol, levando à posterior retirada para Lombardy.